# Produit (économie)
Pour les articles homonymes, voir Produit.
 (mars 2015).
Si vous disposez d'ouvrages ou d'articles de référence ou si vous connaissez des sites web de qualité traitant du thème abordé ici, merci de compléter l'article en donnant les références utiles à sa vérifiabilité et en les liant à la section « Notes et références ».
En économie, un produit est le résultat d'un processus de production.

## Pluralité des approches «produit»
Résultat qui peut être considéré défini de plusieurs manières qui correspondent chacune à un point de vue particulier :

### Obtention d'un résultat technique élémentaire
Le produit « confiture d'abricot », par exemple, donne une définition technique du produit utile pour la production au sens opérationnel du terme : en définissant clairement les caractéristiques du produit fini à obtenir, elle permet de déterminer des paramètres incontournables de fabrication comme la nomenclature des ingrédients et la gamme de fabrication.

### Appartenance à une classe de produits
Le terme générique de « confiture » pointe l'appartenance du produit fini à une catégorie de produits, dont la définition plus large peut renvoyer à des caractéristiques proches et communes, signifiantes pour le consommateur, le producteur ou le législateur.

### Réponse en vue d'une utilisation présumée
La « confiture d'abricot » ou la « confiture » peuvent être considérées comme faisant partie de la catégorie des « desserts » pouvant intéresser à ce titre des consommateurs finaux. À ce premier niveau, du fait de la concurrence plus directe, le consommateur a clairement le choix entre d'une part différentes saveurs ou recettes de confitures et d'autre part l'achat d'autres desserts peut faire qu'il renonce à l'achat de confiture.

### Production d'une branche d'activité
La « confiture d'abricot », la « confiture », le « dessert » sont des termes ou des catégories à comprendre dans les « produits d'alimentation » en tant que résultat d'une branche d'activité particulière, fonctionnant dans le cadre d'un « état de l'art » spécifique. Cette définition — entendu dans son sens le plus large — est utilisée par l'économiste qui étudie les tendances que connaît la consommation des ménages.

## Impact de la concurrence indirecte sur le produit
Les contraintes concurrentielles pesant sur les marchés où s'offre et s'achète un produit déterminé, obligent à utiliser les définitions ci-dessus en situant le produit-service vis-à-vis de l'ensemble des alternatives d'achat perçues par le consommateur. 
À un second niveau, le produit n'échappe pas à la concurrence indirecte. Ainsi, si l'avion n'est pas techniquement semblable au train, l'utilisateur peut préférer — sur certains trajets — préférer le déplacement en train plutôt qu'en avion. 